# Chondrosteus
Chondrosteus è un genere di pesci ossei estinto, appartenente agli acipenseriformi. Visse nel Giurassico inferiore (Hettangiano/Sinemuriano, circa 200 - 190 milioni di anni fa) e i suoi resti fossili sono stati ritrovati in Inghilterra. 

## Descrizione
Questo pesce possedeva un corpo relativamente robusto e allungato, che poteva raggiungere il metro di lunghezza. Il cranio era dotato di uno scudo ben sviluppato, costituito da ossa robuste ornate da granulazioni rivestite da ganoina. Le mascelle, stranamente, erano sprovviste di qualunque tipo di dentatura ed erano anche assenti le costole. La pelle non era rivestita da alcun tipo di squama, e presentava la stessa condizione liscia riscontrata negli attuali pesci spatola (Polyodon spathula). La coda era robusta e fortemente eterocerca. Chondrosteus, inoltre, era sprovvisto di un osso postorbitale, mentre sulla mandibola era presente un profondo solco laterale. L'osso basibranchiale, al contrario degli altri acipenseriformi, era ossificato.

## Classificazione
Chondrosteus è stato descritto per la prima volta nel 1858, sulla base di resti fossili precedentemente studiati dal grande paleontologo Louis Agassiz. Chondrosteus è considerato uno dei primi e più arcaici acipenseriformi, un gruppo di pesci ai quali appartengono gli attuali storioni e pesci spatola. La forma del corpo e la coda eterocerca richiama altri pesci estinti di epoche anteriori, come Birgeria del Triassico. Chondrosteus dà il nome alla famiglia dei condrosteidi, che comprende altre forme simili come Gyrosteus e Strongylosteus, entrambi di dimensioni maggiori. 

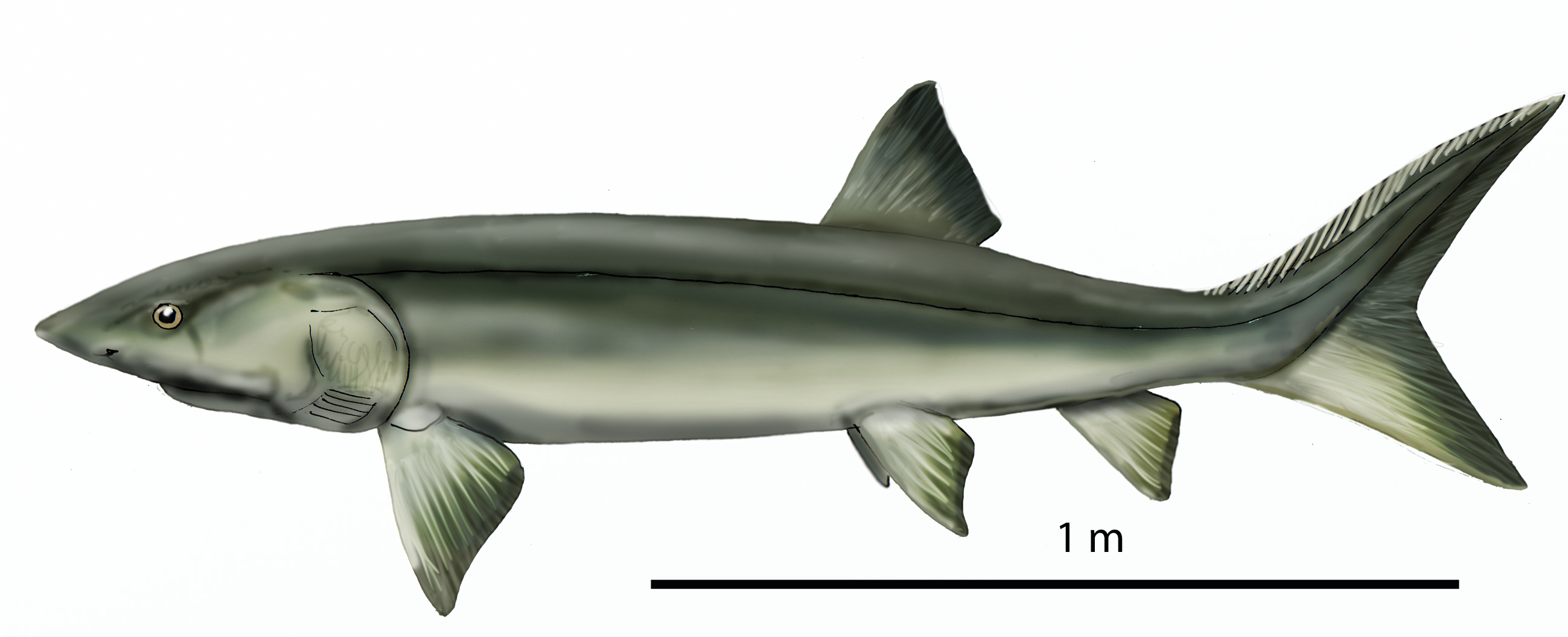
Ricostruzione di Chondrosteus acipenseroides

A Chondrosteus sono attribuite due specie: Chondrosteus acipenseroides e C. pachyurus. Entrambe sono note grazie a esemplari rinvenuti a Lyme Regis, nel Dorset, ma mentre la prima è nota grazie a numerosi fossili completi, la seconda è nota solo grazie a esemplari imperfetti. C. acipenseroides è stato ritrovato anche a Barrow-on-Soar, nel Leicestershire.
Secondo le analisi filogenetiche più recenti (Hilton e Forey, 2009) Chondrosteus e i suoi stretti parenti sono considerati i più arcaici fra gli acipenseriformi, ancestrali a un gruppo costituito dagli storioni (Acipenseridae), dai pesci spatola (Polyodontidae) e da altre forme estinte (Peipiaosteidae).